# アビリティーセンター
アビリティーセンター株式会社は、愛媛県新居浜市に本社を置く日本の総合人材サービス企業である。

## 概要
アビリティーセンター株式会社は、愛媛県新居浜市に本社を置く日本の総合人材サービス企業である。四国エリアを中心に、人材派遣、人材紹介、業務請負（BPO）、企業研修、グローバル採用支援など幅広いサービスを展開している。
1986年の創業以来、地域密着型の企業として、地元企業の成長支援と地域人材の活躍機会の創出に注力してきた。多様化する労働市場のニーズに応えるべく、専門性の高いマッチングやキャリア支援サービスを通じて、企業と求職者双方に最適なソリューションを提供している。
昨今では、DX（デジタルトランスフォーメーション）対応や外国人材活用、働き方改革への支援にも取り組んでおり、地方から全国へと事業領域の拡大を進めている。

## 事業所
- 本社 - 愛媛県新居浜市坂井町2-3-17 新居浜テレコムプラザ7F
- 松山オフィス - 愛媛県松山市永代町13番地 松山第2電気ビル7F
- 新居浜オフィス - 愛媛県新居浜市坂井町2-3-17 新居浜テレコムプラザ4F
- 高松オフィス - 香川県高松市田町11番地5 セントラル田町ビル6F
- 徳島オフィス - 徳島県徳島市八百屋町3-26 大同生命徳島ビル8F
- 高知オフィス - 高知県高知市本町4丁目1番16号 高知電気ビル7F

## 沿革
- 1986年
  - 7月 - 会社設立。松山オフィス開設。
  - 10月 - 労働省の認可を受け人材派遣事業開始。
- 1990年9月 - 本社を新居浜市坂井町に移転。
- 1996年5月 - 高松オフィス開設。
- 1997年4月 - 高知オフィス開設。
- 1998年
  - 2月 - 徳島オフィス開設。
  - 10月 - 厚生労働省の認可を受け、有料職業紹介事業開始。
- 2001年
  - 4月 - スタッフ・サポートセンターを設立。
  - 5月 - カスタマー・サービスセンターを設立。
- 2002年6月 - 人材紹介事業部を設立。
- 2004年
  - 4月 - 松山、新居浜、高松、徳島、高知にキャリアセンターを開設。
  - 8月 - 転職サイト「四国JobAbi CAREER」を開設。
- 2005年6月 - メディカル部門 「メディカル・アビリティー」設立。
- 2007年
  - 3月 - 理工系専門職紹介サイト「AbilityCenter Labs徳島」を開設。
  - 8月 - 「四国JobAbiCAREER」を「四国転職net」としてリニューアルオープン。
- 2011年11月 - 特定非営利活動法人能力活用ネットワークを設立。
- 2012年
  - 2月 -  看護師･看護学生向け情報コミュニティサイト「ナースそれいゆ」を開設。
  - 5月 - 東京サテライトオフィス開設。
  - 11月 - 四国派遣net＆四国転職netのスマホ版を開設。
- 2014年5月 - 四国へのU・Iターン転職ガイド本「四国で暮らす」刊行。
- 2015年3月 - 一般社団法人人材サービス産業協議会より「優良派遣事業者」として認定。
- 2017年7月 - 愛媛県今治市片原町にさちワークスタイル今治開設。
- 2021年 - マレーシアの人材関連会社　CXL Groupの株式取得。
- 2023年 - CXL Groupと共同でシンガポールの人事給与システム会社 Whyze Solutionsの株式取得。

## 関連会社
- フェアコンタクト株式会社(就労移行支援事業)
- CXL Group(人材派遣業)
- Whyze Solutions（人事給与システム開発・販売）